# Schrei Live
Schrei Live è un DVD dei Tokio Hotel che prende nome dall'album Schrei, realizzato l'11 marzo del 2006 in collaborazione con la Universal Music. Il video, che venne girato ad Oberhausen, Germania, mostra uno dei concerti del tour Schrei 2006. Furono presenti più di 12.000 fan.
Vendette 100 000 copie in Germania portando il totale delle vendite a 250.000 (come scritto nel sito ufficiale, sezione biografia).

## Tracklist
1. Jung Und Nicht Mehr Jugendfrei
2. Beichte
3. Ich Bin Nich' Ich
4. Schrei
5. Leb Die Sekunde
6. Schwarz
7. Lass Uns Hier Raus
8. Gegen Meinen Willen
9. Durch Den Monsun
10. Thema Nr. 1
11. Wenn Nichts Mehr Geht
12. Rette Mich
13. Freunde Bleiben
14. Der Letzte Tag
15. Frei Im Freien Fall
16. Unendlichkeit
17. Durch den Monsun (bis)

Bonus:
17. One Night In Tokio (Documentario)
18. Tokio Hotel Gallery (Immagini promozionali del tour)